# NGC 1319
NGC 1319 je galaksija u zviježđu Eridan.

## Vanjske poveznice
- SEDS: NGC 1319